# مارك لي (لاعب دوري الرغبي)
مارك لي (بالإنجليزية: Mark Lee)‏ هو لاعب دوري الرغبي أسترالي، ولد في 27 مارس 1968.